# Murphy (North Carolina)
Murphy is een plaats (town) in het zuidwesten van de Amerikaanse staat North Carolina, en de hoofdplaats van Cherokee County.

## Demografie
Bij de volkstelling in 2000 werd het aantal inwoners vastgesteld op 1568.
In 2006 is het aantal inwoners door het United States Census Bureau geschat op 1574, een stijging van 6 (0,4%).

## Geografie
Murphy ligt in het uiterste westen van North Carolina. Het stadje ligt dichter bij de hoofdsteden van Georgia, Alabama, Tennessee, South Carolina, Kentucky en West Virginia dan bij Raleigh, de hoofdstad van North Carolina.
Volgens het United States Census Bureau beslaat de plaats een oppervlakte van
6,5 km², waarvan 5,9 km² land en 0,6 km² water. Murphy ligt op ongeveer 528 meter boven zeeniveau.

## Plaatsen in de nabije omgeving
De onderstaande figuur toont nabijgelegen plaatsen in een straal van 32 km rond Murphy.